# Gebetsgemeinschaft
Gebetsgemeinschaft ist eine für evangelische und freikirchliche Zusammenkünfte typische Form des gemeinsamen Gebets.

## Praxis
Gewöhnlich ergreifen nach einer kurzen Einleitung mit Schriftlesung und Liedern einzelne Teilnehmer der Reihe nach das Wort und tragen ihre Gebete in freien, selbst gewählten Worten laut vor. Gewünscht wird, dass die Beter aufeinander hören und es zu einer echten Einheit in der Vielfalt der Gebete kommt. Oft wird deshalb für Gebetsgemeinschaften auch eine gewisse Ordnung vorgeschlagen. Erwartet wird zum Beispiel, dass die Teilnehmer sich in der Anfangsphase auf die Anbetung Gottes, den Lobpreis und den Dank für empfangene Gebetserhörungen konzentrieren und erst im zweiten Teil ihre Anliegen vor Gott ausbreiten. Vor allem in öffentlichen Gottesdiensten sollen sich Beter möglichst kurzfassen, damit viele sich an den Gebetsgemeinschaften beteiligen können. Auch zum Sprachgebrauch bei den frei formulierten Gebeten wird hin und wieder Anweisung gegeben. Formelhafte Redewendungen sind danach möglichst zu vermeiden; gewünscht wird eine natürliche authentische Ausdrucksweise.
Am Ende einer Gebetsgemeinschaft fasst evtl. ein Leiter das Gesagte zusammen, und alle schließen die Gebetsgemeinschaft gemeinsam ab, indem sie zum Beispiel das Vater Unser beten oder einfach laut „Amen“ sagen.

## Weitere Formen der Gebetsgemeinschaft
Eine besondere Form der Gebetsgemeinschaft ist unter anderem das so genannte Chorgebet, bei dem alle Teilnehmer gleichzeitig in halblautem Ton beten. Eine weitere Form wird Kettengebet genannt. Das Kettengebet wird oft in kleineren Gruppen praktiziert. Die Teilnehmer beten reihum etwa ein bis zwei Sätze. Wenn alle Teilnehmer gebetet haben, wird mit einem gemeinsamen Amen abgeschlossen.
Besonders in der Evangelischen Jugendarbeit – wo diese vom Pietismus geprägt ist – werden Gebetsgemeinschaften oft mit Symbolhandlungen verknüpft, die das Formulieren eigener Gedanken und Anliegen erleichtern. So kann z. B. das Entzünden einer Kerze ein Ausdruck der Hoffnung sein, das Ablegen eines Steines Ängste oder Sorgen symbolisieren.
Die Gebetsgemeinschaft findet sich allerdings auch in der katholischen Kirche wieder. So kann etwa das Stundengebet gemeinsam laut gebetet werden. Auch die Initiative Nightfever ist eine Form der Gebetsgemeinschaft. Mittlerweile bestehen auch die ersten virtuellen Gebetsgemeinschaften, die verbunden über Internet oder Telefon zusammenfinden – so etwa die Gebetsgemeinschaft Oremus.